# Плавни
Плавни или Барта(на украински: Плавні; на румънски: Barta) е село в Южна Украйна, Измаилски район на Одеска област. Заема площ от 3,01 км2.

## География
Селото се намира в историческата област Буджак (Южна Бесарабия). Разположено е близо до западния бряг на езерото Ялпух, на 12 километра южно от село Котловина, на 11,5 километра югоизточно от село Нахирне и на 7 километра северно от село Новосилске.

## История
Основано е през 1814 година.

## Население
Населението на селото възлиза на 2039 души (2001 г.). Гъстотата е 677,41 души/км2. По-голяма част от жителите са етнически молдовци, в селото живеят още – украинци
и българи.

### Езици
Численост и дял на населението по роден език, според преброяването на населението през 2001 г.:
| Роден език | Численост | Дял (в %) |
| Общо       | 2039      | 100.00    |
| Молдовски  | 1898      | 93.08     |
| Руски      | 47        | 2.30      |
| Украински  | 38        | 1.86      |
| Български  | 23        | 1.12      |
| Гагаузки   | 18        | 0.88      |
| Румънски   | 2         | 0.09      |
| Беларуски  | 2         | 0.09      |
| Други      | 11        | 0.53      |